# Wybrzeże Klary

Wybrzeże Klary i przylegający sektor Australijskiego Terytorium Antarktycznego

Wybrzeże Klary (ang. Clarie Coast, Wilkes Coast, fr. Côte Clarie) – część wybrzeża Ziemi Wilkesa na Antarktydzie Wschodniej.
Granice tego wybrzeża wyznaczają: od zachodu Cape Morse (130°10′E), który oddziela je od Banzare Coast, a od wschodu Pourquoi Pas Point (136°11′E), za którym rozciąga się Wybrzeże Adeli. Odkrył je w styczniu 1840 roku Jules Dumont d’Urville, stwierdzając obecność lądu poza lodowymi klifami widocznymi z morza. Nazwał je na cześć żony Charles’a Jacquinot, kapitana La Zélée, drugiego okrętu uczestniczącego w tej wyprawie.